# María José Martínez Sánchez
María José Martínez Sánchez (* 12. August 1982 in Yecla) ist eine ehemalige spanische Tennisspielerin.

## Karriere
Martínez Sánchez begann im Alter von sechs Jahren mit dem Tennisspielen. Seit 1996 ist sie Profi, seit 1998 spielt sie auf der WTA Tour. Sie bevorzugt laut ITF Hartplätze, wenngleich sie ihre ersten neun Doppel- und vier Einzeltitel auf Sandplatzturnieren gewonnen hat.
2008 trat Martínez Sánchez bei den Olympischen Spielen in Peking für das spanische Team an.
Bei ihrem ersten Versuch, bei einem Grand-Slam-Turnier das Hauptfeld zu erreichen, scheiterte sie bei den US Open 2000 in der zweiten Qualifikationsrunde.
Im Einzel gewann sie bislang fünf WTA-Turniere, darunter 2010 den Sandplatzklassiker von Rom, ihr bedeutendster Titel bisher.
2012 nahm sie auch an den Olympischen Spielen in London für Spanien teil.
Im Doppel stand sie schon auf Rang 4 der WTA-Weltrangliste (5. Juli 2010). Sie gewann bereits 17 WTA-Titel, davon elf an der Seite ihrer Landsfrau Nuria Llagostera Vives. Ab Juni 2013 legte sie auf der Damentour eine längere Pause ein. Seit März 2015 geht sie fast nur noch bei Doppelwettbewerben an den Start.
Die Doppelspezialistin trat bis 2012 in der deutschen Tennis-Bundesliga für den TC Blau-Weiss Bocholt an.
Am 22. Dezember 2019 gab sie über Instagram ihr Karriereende bekannt.

## Persönliches
María José Martínez Sánchez ist die einzige Tochter von Ricardo und Fini; sie hat noch zwei jüngere Brüder, Ricardo und Alejandro.

## Turniersiege

### Einzel
| Nr. | Datum              | Turnier     | Kategorie         | Belag     | Finalgegnerin            | Ergebnis   |
| --- | ------------------ | ----------- | ----------------- | --------- | ------------------------ | ---------- |
| 1.  | 22. Februar 2009   | Bogotá      | WTA International | Sand      | Gisela Dulko             | 6:3, 6:2   |
| 2.  | 11. Juli 2009      | Båstad      | WTA International | Sand      | Caroline Wozniacki       | 7:5, 6:4   |
| 3.  | 8. Mai 2010        | Rom         | WTA Premier 5     | Sand      | Jelena Janković          | 7:65, 7:5  |
| 4.  | 17. Juli 2011      | Bad Gastein | WTA International | Sand      | Patricia Mayr-Achleitner | 6:0, 7:5   |
| 5.  | 25. September 2011 | Seoul       | WTA International | Hartplatz | Galina Woskobojewa       | 7:60, 7:62 |

### Doppel
| Nr. | Datum              | Turnier     | Kategorie              | Belag     | Partnerin               | Finalgegnerinnen                              | Ergebnis          |
| --- | ------------------ | ----------- | ---------------------- | --------- | ----------------------- | --------------------------------------------- | ----------------- |
| 1.  | 4. März 2001       | Acapulco    | WTA Tier III           | Sand      | Anabel Medina Garrigues | Virginia Ruano Pascual Paola Suárez           | 6:4, 6:75, 7:5    |
| 2.  | 8. April 2001      | Porto       | WTA Tier IV            | Sand      | Anabel Medina Garrigues | Alexandra Fusai Rita Grande                   | 6:1, 6:75, 7:5    |
| 3.  | 6. Mai 2001        | Bol         | WTA Tier III           | Sand      | Anabel Medina Garrigues | Nadja Petrowa Tina Pisnik                     | 7:5, 6:4          |
| 4.  | 5. August 2001     | Basel       | WTA Tier IV            | Sand      | Anabel Medina Garrigues | Joannette Kruger Marta Marrero                | 7:65, 6:2         |
| 5.  | 1. März 2008       | Acapulco    | WTA Tier III           | Sand      | Nuria Llagostera Vives  | Iveta Benešová Petra Cetkovská                | 6:2, 6:4          |
| 6.  | 21. Februar 2009   | Bogotá      | WTA International      | Sand      | Nuria Llagostera Vives  | Gisela Dulko Flavia Pennetta                  | 7:5, 3:6, [10:7]  |
| 7.  | 28. Februar 2009   | Acapulco    | WTA International      | Sand      | Nuria Llagostera Vives  | Lourdes Domínguez Lino Arantxa Parra Santonja | 6:4, 6:2          |
| 8.  | 19. April 2009     | Barcelona   | WTA International      | Sand      | Nuria Llagostera Vives  | Sorana Cîrstea Andreja Klepač                 | 3:6, 6:2, [10:8]  |
| 9.  | 13. Juli 2009      | Palermo     | WTA International      | Sand      | Nuria Llagostera Vives  | Marija Korytzewa Darja Kustawa                | 6:1, 6:2          |
| 10. | 23. August 2009    | Toronto     | WTA Premier 5          | Hartplatz | Nuria Llagostera Vives  | Samantha Stosur Rennae Stubbs                 | 2:6, 7:5, [11:9]  |
| 11. | 29. August 2009    | New Haven   | WTA Premier            | Hartplatz | Nuria Llagostera Vives  | Iveta Benešová Lucie Hradecká                 | 6:2, 7:5          |
| 12. | 1. November 2009   | Doha        | WTA Tour Championships | Hartplatz | Nuria Llagostera Vives  | Cara Black Liezel Huber                       | 7:60, 5:7, [10:7] |
| 13. | 21. Februar 2010   | Dubai       | WTA Premier 5          | Hartplatz | Nuria Llagostera Vives  | Květa Peschke Katarina Srebotnik              | 7:65, 6:4         |
| 14. | 20. Februar 2011   | Dubai       | WTA Premier 5          | Hartplatz | Liezel Huber            | Květa Peschke Katarina Srebotnik              | 7:65, 6:3         |
| 15. | 9. Juli 2011       | Båstad      | WTA International      | Sand      | Lourdes Domínguez Lino  | Nuria Llagostera Vives Arantxa Parra Santonja | 6:3, 6:3          |
| 16. | 23. Juni 2012      | Eastbourne  | WTA Premier            | Rasen     | Nuria Llagostera Vives  | Liezel Huber Lisa Raymond                     | 6:4, Aufgabe      |
| 17. | 19. Juni 2016      | Santa Ponça | WTA International      | Rasen     | Gabriela Dabrowski      | Anna-Lena Friedsam Laura Siegemund            | 6:4, 6:2          |
| 18. | 23. September 2017 | Tokio       | WTA Premier            | Hartplatz | Andreja Klepač          | Daria Gavrilova Darja Kassatkina              | 6:3, 6:2          |
| 19. | 24. Juni 2018      | Mallorca    | WTA International      | Rasen     | Andreja Klepač          | Lucie Šafářová Barbora Štefková               | 6:1, 3:6, [10:3]  |
| 20. | 3. Mai 2019        | Rabat       | WTA International      | Sand      | Sara Sorribes Tormo     | Georgina García Pérez Oksana Kalaschnikowa    | 7:5, 6:1          |
| 21. | 23. August 2019    | New York    | WTA International      | Hartplatz | Darija Jurak            | Margarita Gasparjan Monica Niculescu          | 7:5, 2:6, [10:7]  |